# Para Wirra Conservation Park
Para Wirra Conservation Park är en park i Australien. Den ligger i delstaten South Australia, omkring 34 kilometer nordost om delstatshuvudstaden Adelaide.
Närmaste större samhälle är Gawler, omkring 12 kilometer nordväst om Para Wirra Conservation Park. 
I omgivningarna runt Para Wirra Conservation Park växer huvudsakligen savannskog. Runt Para Wirra Conservation Park är det glesbefolkat, med 17 invånare per kvadratkilometer. Genomsnittlig årsnederbörd är 593 millimeter. Den regnigaste månaden är juli, med i genomsnitt 95 mm nederbörd, och den torraste är december, med 13 mm nederbörd.